# RandstadRail

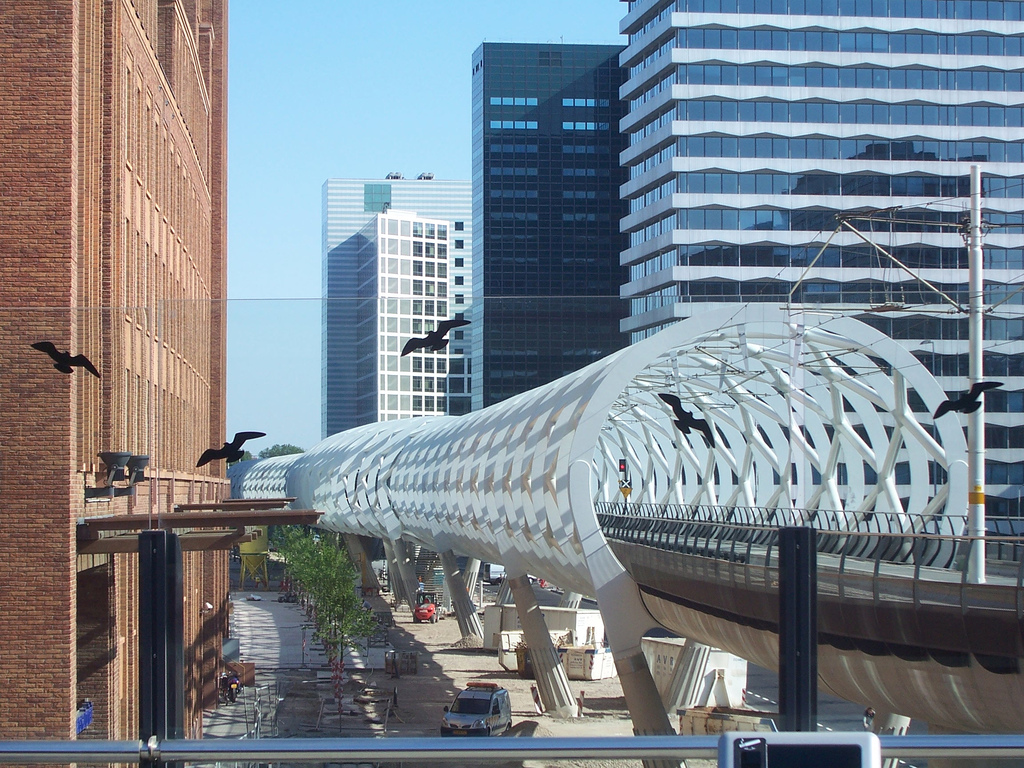
A RandstadRail új viaduktja Hága belvárosában

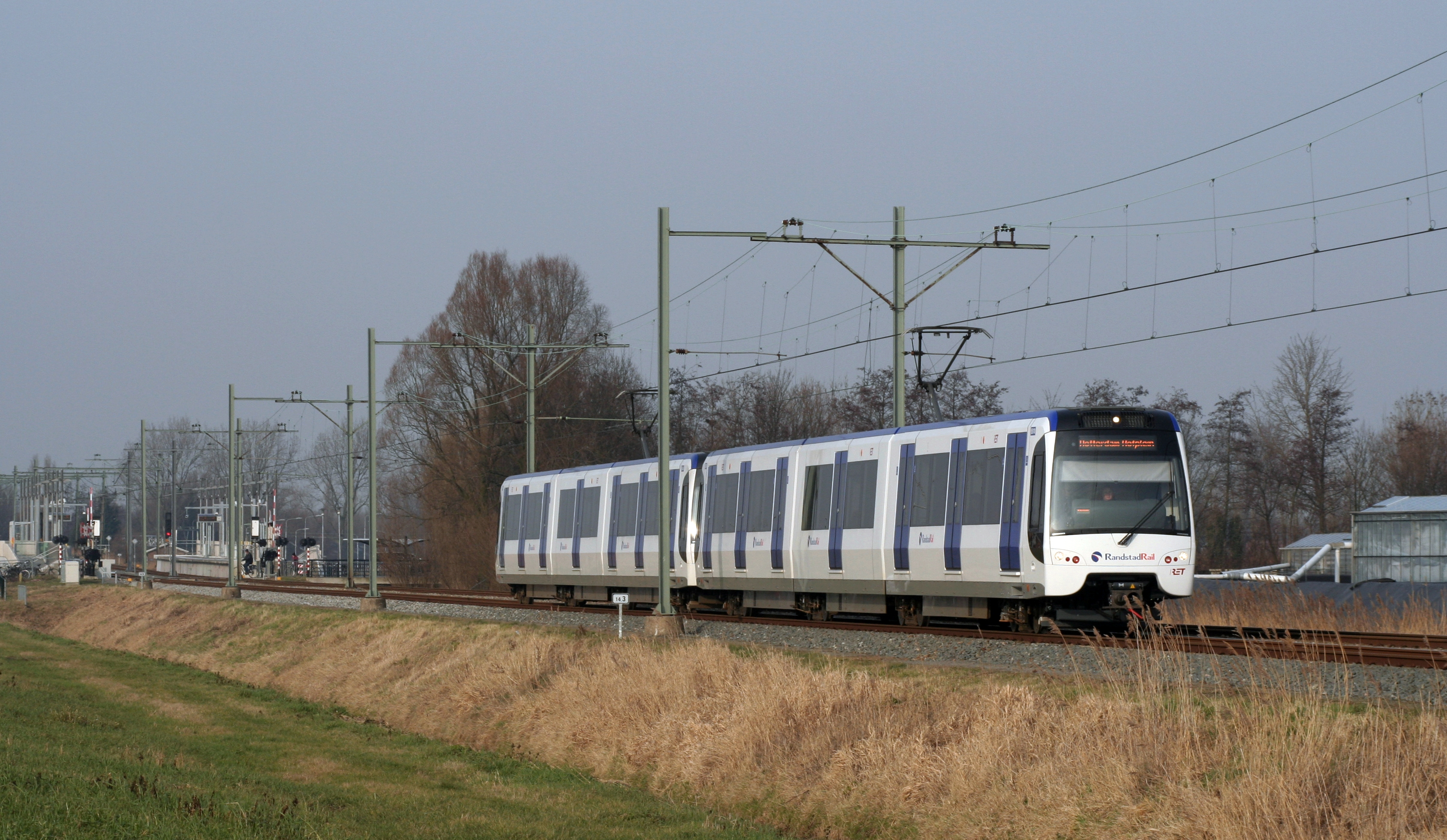
Az Erasmus-vonal RSG3 metrója a rotterdami végállomáson

A RandstadRail egy új városi vasúti hálózat Hollandiában, mely egyszerre használ fel korábbi villamos, metró és vasútvonalakat, viaduktot és alagutat is tartalmazó új szakaszokkal kiegészítve. A RandstadRail a nagy népsűrűségű "körváros" régió déli részén közlekedik Hága központja és a szomszédos kisvárosok valamint Rotterdam között.
A Hágát Zoetermeerrel és nyugati szomszédaival összekötő 3-as és 4-es vonal alacsony padlós, villamoshoz hasonló rendszerű, melyet a hágai közlekedési társaság üzemeltet. A belvárosban a RandstadRail előtt sem volt ismeretlen a szintben elkülönített villamosszakasz (ahol így nincs is szükség metróra), az új vonalak mentén egy további látványos viadukt épült, a város másik felében pedig egy kéregvasúti szakasz található. A külvárosokba érve a felszínen, de továbbra is a közúti közlekedéstől elzárva közlekednek az Alstom RegioCitadis tram-train szupervillamosok.

## Bővítése
A jövőben további hágai villamosvonalakat szeretnének konvertálni RandstadRail vonallá és 2012-ben a meglévő 147 hágai villamosból 18-at terveznek a RandstadRailhez hasonló szerelvényre cserélni.
A Hágából Rotterdamba közlekedő Erasmus-vonal, viszont magas padlós szabványú, mert – bár egyelőre a rotterdami végállomás helyszíne nem túl előnyös – ha a főpályaudvar alatt idén elkészül az alagút, ez a viszonylat a rotterdami metró azonos nevű vonalával fog egyesülni. Így a szerelvényeket a vonalra már ma is a rotterdami közlekedési vállalat adja ki: eleinte régebbi metrókocsikat, a múlt év második fele óta pedig a Bombardier holland gyárában készült RSG3 szerelvényeket.
Az egységes brandingnek és festésnek köszönhetően a két rendszer közti fenti különbségek talán csak egy vasútbarátnak tűnnek fel, az öt közös állomáson azonban gondolni kellett az eltérő padlómagasságra. Mivel manapság már elvárás az akadálymentes utascsere, ezért itt lépcsők helyett az állomások egyik fele magas, másik alacsony peronnal rendelkezik, rámpával összekötve.
A három vonal a közös szakasz után újra találkozik Hága központi pályaudvarán, ahol az Erasmus-vonal a vasúti peronokra érkezik, a 3-4-es szupervillamosok megállói pedig a pályaudvar belsejében vezetett viadukton vannak.